# Museo Regional de la Araucanía
El Museo Regional de la Araucanía 
, a veces citado como Museo Regional Araucanía o Museo Regional de La Araucanía, es el museo encargado de "conservar, investigar, difundir y poner en valor los distintos patrimonios culturales que coexisten en la región en sus distintos tiempos y espacios". Está ubicado en la ciudad de Temuco, ocupando el Monumento Nacional Casa Thiers de la Avenida Alemania.
Contiene alrededor de setecientas piezas prehistóricas e históricas, tanto arqueológicas como etnográficas, entre las que destacan la alfarería de la cultura Pitrén (200-1100 d. C.) y del complejo El Vergel (1100-1550 d. C.), además de una canoa hecha de un solo tronco de laurel y que mide más de cinco metros de largo.Parte de las colecciones se pueden visitar a través de un recorrido virtual.

## Historia del museo
El museo fue inaugurado el 12 de marzo de 1940 a través de un decreto del gobierno. Posteriormente el museo se emplazó en varias localidades, hasta que entre los años 1969 y 1970, se mudó definitivamente a la casa que perteneciera a Carlos Thiers, la cual sería declarada Monumento Nacional el 22 de enero de 1996. Desde el año 2002, se desarrolló un proceso de renovación y remodelación del inmueble, para posteriormente ser reinaugurado en octubre de 2009

## Casa Thiers
La casona Thiers fue construida el año 1924 en el terreno propiedad de Carlos Thiers Püschel, hijo de colonos alemanes que llegaron a la región en el siglo XIX. La construcción de la casona, y el diseño del parque fue ejecutado por el arquitecto Armando Caballero, utilizando antiguas metodologías de construcción. El edificio es un volumen compacto de dos pisos, construido sobre un zócalo. El acceso a éste está precedido por una escalera que conduce a un pórtico techado con dos columnas.
El parque presenta especies exóticas tales como tilos y palmeras, además de numerosas flores ornamentales, formando un conjunto muy representativo del estilo constructivo y ornamental de los años veinte.
Después del fallecimiento de Carlos Thiers en 1935, la propiedad se subdividió en tres grandes lotes, dos de los cuales pasaron a los herederos Thiers Neumann. La casa, la cochera y el parque quedaron en el tercero, adquirido en 1937 por Santiago Poo Yaeger, quien residió allí hasta 1944, cuando lo vendió a Alfredo Palma Palma.
En 1968 se arrendó para instalar las dependencias del Museo Araucano, pero Carmen y Berta Palma Fontannaz –herederas del último propietario– aprobaron en 1969 un proyecto de subdivisión de 16 lotes ante la Direccción de Obras de la Municipalidad de Temuco. La posible demolición de la casa Thiers suscitó gran preocupación en la ciudadanía, por lo cual el alcalde Germán Becker, el director de Arquitectura del MOP Enrique Márquez y los directores del Museo Regional Eduardo Pino y Carlos Donoso –entre otras autoridades– comenzaron a buscar terrenos a los pies del cerro Ñielol para levantar una nueva sede de la institución.
Por problemas legales entre la municipalidad y el Ministerio de Tierras, sin embargo, el proyecto de loteo no pudo concretarse, iniciándose en cam- bio conversaciones para comprar la casa Thiers y su parque en 1977. La propiedad fue transferida a la Dirección de Arquitectura del Ministerio de Obras Públicas, hoy Servicio Nacional del Patrimonio Cultural),  que emplazó en ese lugar el Museo Regional de la Araucanía.

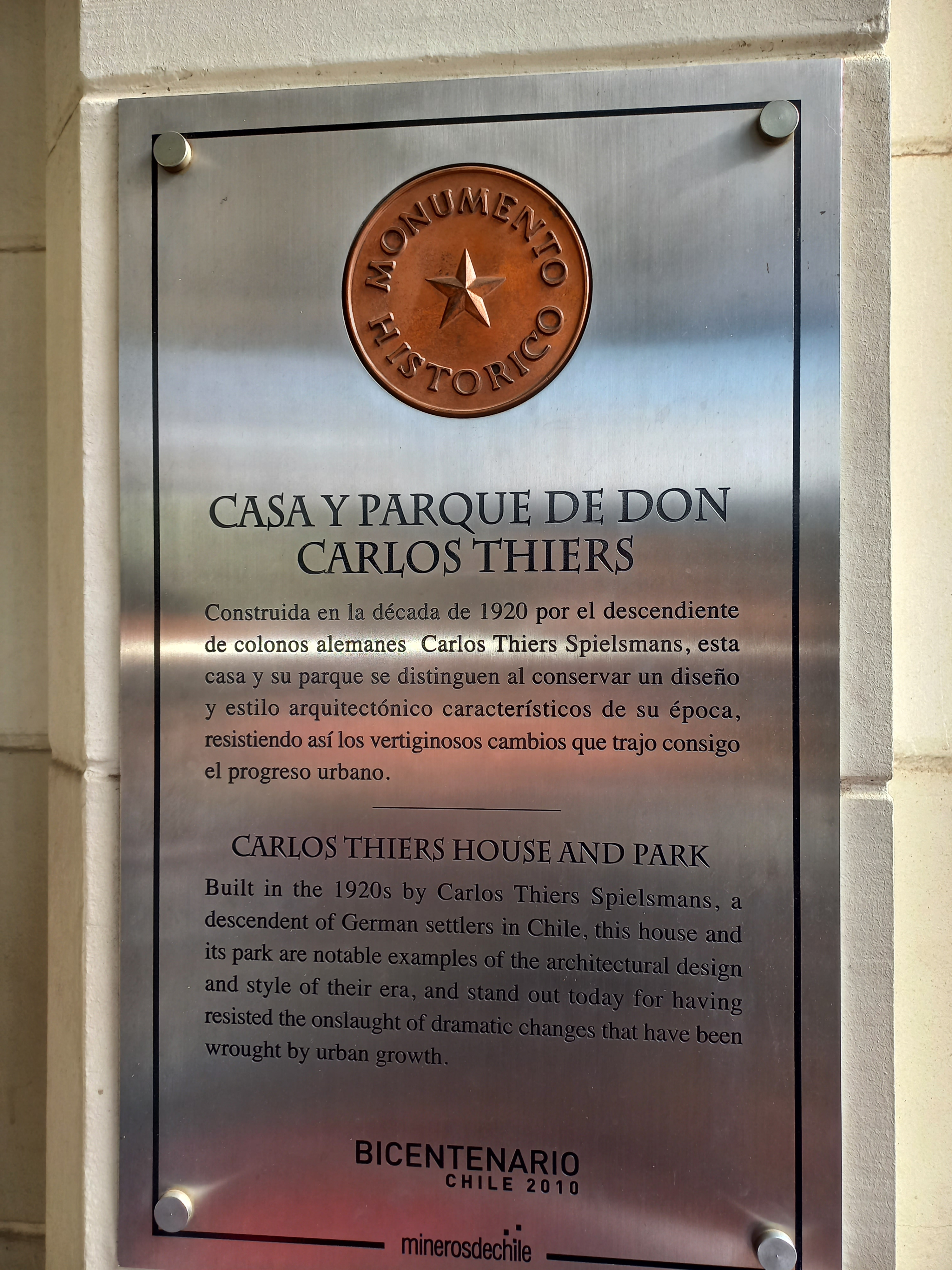
Placa conmemorativa ubicada en la casa y parque de Don Carlos Thiers en Temuco

La casa y el parque Thiers fueron decretados Monumento Histórico el 22 de enero de 1996, decreto n. °31, del Consejo de Monumentos Nacionales.